# Yorick Treille
Yorick Treille (Cannes, 15 luglio 1980) è un allenatore di hockey su ghiaccio ed ex hockeista su ghiaccio francese.
Anche il fratello Sacha Treille è un hockeista su ghiaccio.

## Carriera

### Club
Dopo aver fatto le prime esperienze tra la seconda metà degli anni '90 e i primi anni 2000 con Medicine Hat Hounds, Notre Dame Hounds e Massachusetts-Lowell River Hawks, nella stagione 2002/03 è approdato in AHL con i Norfolk Admirals ed ha giocato un periodo in Finlandia con l'HIFK. Ha fatto ritorno in AHL dal 2003/04 con Norfolk Admirals e poi con i Providence Bruins.
Dal 2005 al 2007 ha giocato in NLA con il Genève-Servette HC, prima di militare per una stagione (2007/08) in Germania con l'ERC Ingolstadt. Negli anni seguenti ha giocato in Repubblica Ceca con il Vitkovice HC (2008-2010), con lo Sparta Praha (2010-2013) e con il Piráti Chomutov (2012/13).
Dopo un periodo in Austria con l'EC Salzburg nella stagione 2012/13, ha fatto ritorno in Francia giocando con i Brûleurs de Loups (dal 2013 al 2015) e poi con i Dragons de Rouen, in cui milita dal 2015.

### Nazionale
Con la rappresentativa nazionale francese ha preso parte alle Olimpiadi invernali 2002 e a diverse edizioni dei campionati mondiali a partire dal 2000.

## Palmarès

### Giocatore
- IIHF Continental Cup: 1

Rouen: 2016
- Ligue Magnus: 1

Grenoble: 2014-15
Rouen: 2015-16